# Vladimir Andrunachievici
Vladimir Andrunachievici (n. 3 aprilie 1917, Petrograd, Imperiul Rus – d. 22 iulie 1997, Chișinău, Republica Moldova) a fost un matematician moldovean, doctor habilitat, care a fost ales ca membru titular al Academiei de Științe a Moldovei.Conform enciclopediei  ar fi fost de etnie evreiască.

## Biografie
S-a născut la Petrograd, în familia avocatului Alexandru Andrunachievici, originar din Obreja Veche, și al profesoarei de muzică Antonina Stadnițkaia, originară tot din Petrograd și nepoata Mitropolitului Arsenie Stadnițki de Novgorod. În timpul războiului civil rus, familia se refugiază în Basarabia, devenită parte a României. 
Andrunachievici a studiat la Gimaziul de Băieți Alecu Russo din Bălți în 1936, apoi a absoslvit Universitatea din Iași în anii 1940 și doctorantura la Universitatea din Moscova. 
Între anii 1947-1953, prof. Vladimir Andrunachievici a fost șef al Catedrei de Algebră și Geometrie din cadrul Universității de Stat a Moldovei.
În anul 1956 a întrat în PCUS și în anul 1958 a susținut teza de Doctor Habilitat.Din anul 1961 este Academician al Academiei de Științe din RSS Moldovenească 
A contribuit substanțial la dezvoltarea învățământului matematic din RSS Moldovenească și la dirijarea cercetării în domeniul matematicii la Institutul de Matematică al Academiei de Științe a Moldovei.
A fost autor a 2 monografii și a peste 100 de articole științifice referitoare la teoria inelelor și a modulelor.
Cercetările sale au vizat teoria radicalilor, teoria structurală a inelelor și algebrelor asociative și teoria aditivă a idealelor.
La data de 20 martie 1961, a înființat Institutul de Fizică și Matematică, devenind primul său director.
La data de 14 aprilie 1964, academicianul Vladimir Andrunachievici a devenit primul director al nou-înființatului Institut de Matematică al Academiei de Științe cu Centrul de Calcul în baza sectoarelor de matematică ale Institutului de Fizică și Matematică.
În perioadele 1965-1974 și 1979-1990 a îndeplinit funcția de vicepreședinte al Academiei de Științe din RSS Moldovenească.
A încetat din viață în anul 1997 
Nepoata sa, Nina Grosul-Voicehovskaia, a fost soția istoricului Vladislav Grosul.